# Bene/Non torneranno più
Bene/Non torneranno più è un singolo dei Non voglio che Clara uscito nel 2007 dall'etichetta Aiuola dischi.

## Tracce
Lato A
1. Bene 3:51

Lato B
1. Non torneranno più 2:09

## Curiosità
- Il singolo è stato prodotto in vinile da 45 giri e in edizione limitata.
- Bene: è un brano di Francesco De Gregori del 1974.
- Non torneranno più: è un brano scritto da Fabio De Min, e che faceva parte di una raccolta di testi scritti fino al 1996. Il testo è stato ripreso da Fabio De Min che con il supporto dei Non voglio che Clara hanno realizzato la base musicale.